# Alessandro Pirzio Biroli
Alessandro Pirzio Biroli (Campobasso, 23 luglio 1877 – Roma, 20 maggio 1962) è stato un generale e schermidore italiano.

## Biografia
Era di famiglia con lunghe tradizioni militari: il padre Carlo Alberto fuggì di casa a 16 anni per combattere con Garibaldi a Bezzecca. Egli stesso era cugino del sottosegretario al Ministero delle Colonie Alessandro Lessona e nipote di Luigi Nelson Pirzio Biroli; suo figlio Carlo Pirzio Biroli verrà decorato con medaglia d'oro al valor militare alla memoria.
Al termine della Grande guerra, iniziata con il grado di capitano, venne promosso brigadiere generale (oggi generale di brigata) per meriti di guerra. Tra il 1922 e il 1927, fu a capo della missione militare italiana di istruzione in Ecuador. Promosso generale di divisione nel 1928, nel 1932 fu comandante della 13ª Divisione militare territoriale di Udine. Promosso generale di corpo d'armata nel 1933, tra il luglio 1933 e il marzo 1935 fu comandante del V Corpo d'armata territoriale di Trieste. Quindi partecipò alla guerra d'Etiopia (nel corso della quale occupò Dessiè) in qualità di comandante del Corpo d'armata eritreo, e divenne in seguito Governatore dell'Amara dal 1º giugno 1936 al 15 dicembre 1937.

### Seconda guerra mondiale
Rientrato dall'Etiopia, rimase senza incarichi fino al febbraio 1941, quando gli venne affidato il comando della 9ª Armata italiana, in sostituzione del generale Mario Vercellino. Nel luglio dello stesso anno gli fu affidato il comando di Superalba. Tra il 3 ottobre 1941 e il 20 luglio 1943 fu Governatore del Regno del Montenegro, dove era stato inviato il 15 luglio 1941 con pieni poteri militari e civili per reprimere la rivolta scoppiata due giorni prima.
Convinto che "... il regio esercito avrebbe portato in dono la superiore "civiltà latina", la "millenaria civiltà di Roma", come la chiamava il generale stesso, egli fu artefice della brutale repressione della rivolta scoppiata nel 1941 in Montenegro". In Montenegro e nelle Bocche di Cattaro il generale Alessandro Pirzio Biroli additava ad esempio da imitare i metodi dei tedeschi; nel gennaio 1942 egli ordinò che per ogni soldato ucciso o ufficiale ferito la rappresaglia avrebbe compreso una proporzione di 50 ostaggi fucilati per ogni militare italiano e di 10 ostaggi fucilati per ogni sottufficiale o soldato ferito.
(generale Alessandro Pirzio Biroli)
(generale Alessandro Pirzio Biroli)
In proposito il generale aveva redatto un opuscolo in cui, secondo la copia che ne distribuisce l'ANPI di Treviso, si legge:
Fu decorato con l'ordine della Gran Croce dell'Aquila Tedesca con spada come «massimo riconoscimento delle sue splendide qualità militari e organizzative, dimostrate in numerose circostanze durante la guerra d'Abissinia e ultimamente nella campagna di Grecia e del Montenegro».
Rientrò a Roma la mattina del 3 ottobre 1943, quando seppe la notizia della morte del figlio Carlo, capitano di cavalleria deceduto a Tirana il 16 settembre. Quel giorno sul quotidiano La Stampa veniva discussa la sua adesione alla nuova Repubblica Sociale «che fra la salvezza d’Italia e la monarchia, egli, vecchio soldato, non poteva esitare a scegliere il suo posto di combattimento a fianco delle forze dell’Asse». Anche se sembrerebbe che Mussolini gli abbia offerto il ministero della Difesa Nazionale, la proposta, vagliata dai tedeschi, sarebbe stata rifiutata da Pirzio Biroli, che invece passò le linee tedesche raggiungendo Brindisi. Il 18 ottobre 1944 fu richiamato in servizio come presidente della Commissione militare unica per la concessione e la perdita di decorazioni di valor militare.
Nonostante sia stato inserito nella lista dei soggetti più ricercati sia dalla UNWCC (Commissione delle Nazioni Unite sui crimini commessi durante la Seconda Guerra Mondiale), sia dal CROWCASS (Registro Centrale per i Criminali di Guerra), non è stato né estradato in Jugoslavia né processato in Italia.
Collocato in congedo assoluto nel 1954, si ritirò a vita privata nella sua casa di Ciampino.
È morto a Roma il 20 maggio del 1962 come libero cittadino.

## Carriera militare
- 1918: Ufficiale al comando prima dell'8º Reggimento bersaglieri, poi della 7ª brigata Bersaglieri.
- 1922-1927: Capo della missione militare italiana in Ecuador.
- 1928: Ispettore della Celere.
- 1932: Comandante della Divisione militare territoriale di Udine.
- 1933: Comandante del Corpo d'armata territoriale di Trieste.
- 1935-1936: Generale del Corpo Eritreo nella guerra d'Etiopia.
- 1º giugno 1936- 15 dicembre 1937: Governatore di Amara, Africa Orientale Italiana.
- 1941: Generale Comandante della 9ª Armata in Grecia e Jugoslavia.
- 1941: Generale Comandante del Quartier Generale Italiano in Albania.
- 1941-1943: Generale Comandante del Quartier Generale Italiano in Montenegro.
- 23 luglio 1941- 13 luglio 1943: Governatore del Montenegro.[10]

## Carriera sportiva
Nel 1908 partecipò ai Giochi della IV Olimpiade di Londra come schermidore. Fu eliminato nei primi turni nei concorsi individuali di spada e sciabola; si aggiudicò invece un argento nel titolo a squadre di sciabola.

## Palmarès
In carriera ha ottenuto i seguenti risultati:

### Giochi olimpici
Individuale
A squadre
- Argento nella sciabola a Londra 1908

### Campionati italiani
Individuale
- Oro nella sciabola nel 1907
- Oro nel fioretto nel 1909

A squadre